# Irineópolis
Irineópolis est une ville brésilienne du nord de l'État de Santa Catarina.

## Géographie
Irineópolis se situe par une latitude de 26° 14′ 19″ sud et par une longitude de 50° 47′ 59″ ouest, à une altitude de 762 mètres. Sa population était de 10 450 habitants au recensement de 2010. La municipalité s'étend sur 591 km2.
Elle fait partie de la microrégion de Canoinhas, dans la mésorégion Nord de Santa Catarina.

## Villes voisines
Irineópolis est voisine des municipalités (municípios) suivantes :
- Canoinhas
- Timbó Grande
- Porto União
- Paula Freitas dans l'État du Paraná